# Васланд-Беверен
«Васланд-Беверен» (нід. Waasland-Beveren) — професійний бельгійський футбольний клуб з Беверена. Виступає у Лізі Жупіле. Домашні матчі проводить на стадіоні «Фретіл», який вміщує 8 190 глядача.

## Історія
Футбольний клуб «Васланд-Беверен» було засновано у передмісті Беверена у 1936 році під назвою «Ред Стар» (Red Star). У 1944-му «Ред Стар» став членом Бельгійської футбольної асоціації під номером 4068 і почав виступати у регіональній лізі Західної Фландрії, змінивши назву на «Ред Стар Гасдонк» (Red Star Haasdonk). 
У сезоні 2000-01 клубу вперше вдалося покинути четвертий дивізіон. Також у тому сезоні команда дійшла до стадії 1/16 кубку Бельгії, де програла «Генку» з рахунком 1-3. У 2002 році після першого сезону у третьому дивізіоні команда переїхала на більший стадіон розформованого клубу «Сінт-Ніклас» і змінила назву на «Ред Стар Васланд» (Red Star Waasland). 
Сезон 2003-04 «Ред Стар» завершили на першому місці і вперше піднялися у другий дивізіон. В першому ж сезоні у другій за силою лізі країни команда посіла 5-те місце, що давало право грати у раунді плей-офф за вихід до Ліги Жупіле. У наступному сезоні вони фінішували четвертими. У сезоні 2005-06 «Ред Стар Васланд» знову дійшли до стадії 1/16 кубку Бельгії, де програли «Беверену» з рахунком 0-1. У сезоні 2005-06 команда дійшла до 1/8 фіналу кубка, де поступилась «Андерлехту».
У 2010 році «Ред Стар Васланд» змінив назву на «Васланд-Беверен», об'єднався з клубом «Беверен» і переїхав на стадіон останнього.
В сезоні 2011-12 «Васланд-Беверен» зайняв друге місце у другому дивізіоні і кваліфікувався до Першого дивізіону на наступний сезон.